# Mazères-sur-Salat
Mazères-sur-Salat är en kommun i departementet Haute-Garonne i regionen Occitanien i södra Frankrike. Kommunen ligger i kantonen Salies-du-Salat som tillhör arrondissementet Saint-Gaudens. År 2022 hade Mazères-sur-Salat 631 invånare.

## Befolkningsutveckling
Antalet invånare i kommunen Mazères-sur-Salat
Referens:INSEE